# Nazanin Boniadi
 (septembre 2011).
Nazanin Boniadi (en persan : نازنین بنیادی, prononcé Nâzanine Bonyâdi), née le 22 mai 1980 à Téhéran en Iran, est une actrice irano-britannique, qui vit et travaille actuellement aux États-Unis.

## Biographie
Née en Iran en 1980, elle émigre avec ses parents à Londres alors qu'elle n'était qu'un bébé. Très jeune, elle commence le violon et la danse. Elle fait ses études dans un collège privé. Puis elle déménage aux États-Unis, où elle obtient son Bachelor's Degree avec les honneurs, en sciences de la vie et de la terre, à l'université de Californie à Irvine. Elle y gagne le prix Chang Pin-Chun Undergraduate Research  pour ses recherches sur les molécules concernant le traitement contre le cancer et le rejet de la greffe du cœur. Elle a aussi été l'assistante de l'éditeur en chef du Med Times, le journal médico-scientifique de l'université.

## Carrière
Son premier rôle important fut celui de Leyla Mir, dans le soap opera quotidien, Hôpital central, gagnant du Emmy Award, et de sa version General Hospital: Night Shift, diffusée sur la chaîne américaine SoapNet. C'est la première fois dans l'histoire de la télévision américaine qu'apparaît un personnage du Moyen-Orient. Nazanin Boniadi est aussi la première actrice d'origine iranienne à avoir signé un contrat pour un soap opéra américain.  Avec ce rôle, elle est nommée en 2008 aux NAACP Images Award pour sa performance d'actrice dans une série dramatique. Son personnage dans General Hospital meurt en février 2009, après avoir été exposé aux toxines bio.
Elle a aussi décroché des rôles dans plusieurs productions hollywoodiennes, comme La Guerre selon Charlie Wilson, de Mike Nichols, Iron Man, de Jon Favreau et Les Trois Prochains Jours, de Paul Haggis.
En février 2011, dans la sixième saison de How I Met Your Mother, elle incarne le rôle de Nora, femme convoitée par le personnage de Neil Patrick Harris, Barney Stinson. À la fin de la même année, on la voit dans le nouvel épisode des publicités Nespresso, The Swap, en compagnie de George Clooney, où elle joue le rôle de « Miss Volluto ».

## Engagement politique
Nazanin Boniadi est le porte-parole officiel d'Amnesty International États-Unis. Elle apparaît dans de nombreux programmes TV et radio et fait campagne en faveur des droits des populations privées du droit de vote dans le monde entier. Ainsi, elle a été impliquée dans la défense des droits de l'homme en participant à des événements qui ont porté sur la condamnation et le traitement des jeunes, des femmes et des prisonniers d'opinion iraniens.
Elle a été la voix-off du service public d'Amnesty International USA, Le pouvoir des mots avec Morgan Freeman. Ce service public a gagné un Webby Award. Elle tient un blog officiel sur le site d'Amnesty International USA.
En décembre 2010, elle a lancé une pétition au sein d'Amnesty International en faveur des réalisateurs iraniens Jafar Panahi et Mohammad Rasoulof, condamnés pour propagande contre l'Etat. La pétition a été signée par de célèbres réalisateurs hollywoodiens et des leaders industriels, tels que Paul Haggis, Martin Scorsese, Sean Penn, Harvey Weinstein et Ron Howard. Elle a gagné près de 21 000 signatures. Le 8 juin 2011, Nazanin Boniadi a rejoint la délégation des lumières d'Hollywood, dirigée par Haggis et le réalisateur exécutif d'Amnesty International USA, Larry Cox, afin de déposer la pétition de la Mission de l'Iran aux Nations unies, à New York.
Le 3 juin 2011, Nazanin Boniadi a rejoint Sarah Shourd dans une grève de la faim pour soutenir Shane Bauer et Josh Fattal. Elles ont d'ailleurs écrit un article qui soutient la campagne de Free The Hikers.
Le 11 juillet 2011, elle a reçu le Social Cinema Award au Festival Global Film & Music d'Ischia, pour son travail sur les droits de l'homme avec Amnesty International.
A l'automne 2022, elle est une des voix principales en Occident pour mobiliser les gouvernements aux manifestations de 2022 en Iran. Le 2 novembre, elle donne un discours devant le conseil de sécurité des Nations-Unies, appellent une mobilisation internationale et à la création d'une enquête sur les violations des droits de l'Homme en Iran.

## Filmographie

### Cinéma

#### Longs métrages
- 2007 : Gameface : Taylor
- 2008 : La Guerre selon Charlie Wilson de Mike Nichols : réfugiée afghane
- 2008 : Iron Man de Jon Favreau : Amira Ahmed
- 2008 : Shades of Ray (en) de Jaffar Mahmood : Farah
- 2010 : Les Trois Prochains Jours de Paul Haggis : Elaine
- 2014 : Shirin in Love de Ramin Niami : Shirin
- 2014 : Desert Dancer de Richard Raymond : Parisa Ghaffarian
- 2016 : Ben-Hur de Timur Bekmambetov : Esther
- 2018 : Attaque à Mumbai (Hotel Mumbai) de Anthony Maras : Zahra
- 2019 : Scandale (Bombshell)  de Jay Roach : Rudi Bakhtiar

#### Courts métrages
- 2006 : Kal: Yesterday & Tomorrow : Simmi
- 2009 : Diplomacy : interprète perse

### Télévision
- 2007 : The Game : Josie (2 épisodes)
- 2007 : General Hospital: Night Shift (en) : Leyla Mir (13 épisodes)
- 2007 -2009 : Hôpital central : Leyla Mir (119 épisodes)
- 2010 : The Deep End (en) : Heather Mosson (1 épisode)
- 2010  : 24 heures chrono : Femme blonde (2 épisodes)
- 2010 : Hawthorne : Infirmière en chef : Aneesa Amara (1 épisode)
- 2011 : Suits : Avocats sur mesure : Lauren Pearl (1 épisode)
- 2011-2014 : How I Met Your Mother : Nora (10 épisodes)
- 2012 : Les Experts : Infirmière Lauren (1 épisode)
- 2012 : Best Friends Forever : Naya (2 épisodes)
- 2013 : Go On : Hannah (1 épisode)
- 2013 : Grey's Anatomy : Amrita (1 épisode)
- 2013-2014 : Homeland : Fara Sherazi (16 épisodes)
- 2014 : Scandal : Adnan Salif
- 2018 : Counterpart : Clare
- 2022 : Le Seigneur des anneaux : Les Anneaux de pouvoir : Bronwyn